# Christian Fredriksson
Roger Christian Fredriksson, född 10 april 1970 i Holms församling i Älvsborgs län, är en svensk fotbollsspelare och tränare.
När Fredriksson var 17 år flyttade familjen till Strömstad och året efter debuterade han i IFK Strömstads A-lag i div 2. Efter tre år i Strömstad (1988-90) spelade han för Karlskrona AIF (1991) i div 1 och därefter IFK Uddevalla, där han kom att spela i div 1 och 2 (1991-93).
År 1994 gick han till Ljungskile SK i ettan, men antog ett anbud från Gunnilse IS (div 1). Under hösten 1994 lånades han ut till IFK Trollhättan, som då spelade i div 3. År 1996 var han tillbaka i IFK Uddevalla för en ny treårsperiod. De avslutande sex åren som enbart fotbollsspelare spelade han för Melleruds IF (1999-2000 i div 4), Vallens IF (2001-02 i div 3) och IK Oddevold (2003-04 i div 3 och 2). 
Från hösten 2004 blev han tränare, även om han under en tid dubblerade som spelare. Han spelade två år i Ödeborgs IF (div 4) och därefter två år i Henåns IF. Han tränade IK Oddevold säsongerna 2009-2010. Säsongen 2014 var han tränare för Brålanda IF i division 5 Dalsland. Fredriksson gick därefter över som tränare för IK Oddevolds U19-lag och senare FC Trollhättans U19-lag. I november 2020 tog han över som huvudtränare i Melleruds IF. Fredriksson var tränare för Melleruds IF i division 4 Bohuslän/Dal säsongen 2021.

## Klubbar (som spelare)
- IFK Strömstad (1988-1990)
- Karlskrona AIF (1991)
- IFK Uddevalla (1991-1993)
- Ljungskile SK (1994)
- Gunnilse IS (1995)
- IFK Trollhättan (1995)
- Melleruds IF (1999-2000)
- Vallens IF (2001-2002)
- IK Oddevold (2003-2004)
- Ödeborgs IF (2005-2006)
- Grebbestads IF (2009)

## Klubbar (som tränare)
- Ödeborgs IF (2005-2006)
- Henåns IF (2007)
- IK Oddevold (2008-2009)
- Lilla Edets IF (2009-2010)
- Ljungskile TipsElit (2011)
- IFK Uddevalla P17 Elit (2012-2014
- Brålanda IF (2014)
- IK Oddevold U19 (2014-2019)
- FC Trollhättan U19 (2019-2020)
- Melleruds IF (2021–)